# Puchar Świata w narciarstwie alpejskim kobiet 1978/1979
Puchar Świata w narciarstwie alpejskim kobiet sezon 1978/1979 to 13 edycja tej imprezy. Cykl ten rozpoczął się we włoskim Piancavallo 9 grudnia 1978 roku, a zakończył 19 marca 1979 roku w japońskim Furano. 

## Podium zawodów

### indywidualnie
| Lp  | Data             | Miejsce         | Konkurencja | Zwyciężczyni          | 2. miejsce            | 3. miejsce                       |
| 1.  | 9 grudnia 1978   | Piancavallo     | zjazd       | Annemarie Moser-Pröll | Doris de Agostini     | Evelyne Dirren                   |
| 2.  | 10 grudnia 1978  | Piancavallo     | slalom      | Abigail Fisher        | Perrine Pelen         | Claudia Giordani Tamara McKinney |
| 3.  | 12 grudnia 1978  | Piancavallo     | gigant      | Hanni Wenzel          | Marie-Therese Nadig   | Irene Epple                      |
| 4.  | 17 grudnia 1978  | Val d’Isère     | zjazd       | Annemarie Moser-Pröll | Evi Mittermaier       | Bernadette Zurbriggen            |
| 5.  | 18 grudnia 1978  | Val d’Isère     | gigant      | Christa Kinshofer     | Hanni Wenzel          | Marie-Theres Nadig               |
| 6.  | 18 grudnia 1978  | Val d’Isère     | kombinacja  | Marie-Theres Nadig    | Annemarie Moser-Pröll | Hanni Wenzel                     |
| 7.  | 7 stycznia 1979  | Les Gets        | gigant      | Christa Kinshofer     | Hanni Wenzel          | Regina Sackl                     |
| 8.  | 8 stycznia 1979  | Les Gets        | slalom      | Regina Sackl          | Perrine Pelen         | Annemarie Moser-Pröll            |
| 9.  | 12 stycznia 1979 | Les Diablerets  | zjazd       | Annemarie Moser-Pröll | Evi Mittermaier       | Marie-Theres Nadig               |
| 10. | 17 stycznia 1979 | Meiringen       | zjazd       | Annemarie Moser-Pröll | Irene Epple           | Bernadette Zurbriggen            |
| 11. | 19 stycznia 1979 | Meiringen       | slalom      | Regina Sackl          | Claudia Giordani      | Maria Kurz-Schlechter            |
| 12. | 19 stycznia 1979 | Meiringen       | kombinacja  | Annemarie Moser-Pröll | Fabienne Serrat       | Hanni Wenzel                     |
| 13. | 23 stycznia 1979 | Schruns         | slalom      | Lea Sölkner           | Claudia Giordani      | Annemarie Moser-Pröll            |
| 14. | 26 stycznia 1979 | Schruns         | zjazd       | Annemarie Moser-Pröll | Cindy Nelson          | Bernadette Zurbriggen            |
| 15. | 26 stycznia 1979 | Schruns         | kombinacja  | Annemarie Moser-Pröll | Cindy Nelson          | Hanni Wenzel                     |
| 16. | 27 stycznia 1979 | Mellau          | slalom      | Maria Rosa Quario     | Annemarie Moser-Pröll | Perrine Pelen                    |
| 17. | 3 lutego 1979    | Pfronten        | slalom      | Hanni Wenzel          | Fabienne Serrat       | Regina Sackl                     |
| 18. | 4 lutego 1979    | Pfronten        | zjazd       | Cindy Nelson          | Caroline Attia        | Irene Epple                      |
| 19. | 4 lutego 1979    | Pfronten        | kombinacja  | Hanni Wenzel          | Irene Epple           | Cindy Nelson                     |
| 20. | 6 lutego 1979    | Berchtesgaden   | gigant      | Christa Kinshofer     | Irene Epple           | Annemarie Moser-Pröll            |
| 21. | 8 lutego 1979    | Maribor         | slalom      | Hanni Wenzel          | Christa Kinshofer     | Maria Rosa Quario                |
| 22. | 2 marca 1979     | Lake Placid     | zjazd       | Annemarie Moser-Pröll | Marie-Therese Nadig   | Bernadette Zurbriggen            |
| 23. | 8 marca 1979     | Aspen           | gigant      | Christa Kinshofer     | Irene Epple           | Marie-Therese Nadig              |
| 24. | 11 marca 1979    | Heavenly Valley | gigant      | Christa Kinshofer     | Hanni Wenzel          | Irene Epple                      |
| 25. | 18 marca 1979    | Furano          | slalom      | Perrine Pelen         | Hanni Wenzel          | Annemarie Moser-Pröll            |
| 26. | 19 marca 1979    | Furano          | gigant      | Marie-Theres Nadig    | Annemarie Moser-Pröll | Irene Epple                      |

## Końcowa klasyfikacja generalna
| Miejsce | Zawodniczka           | Punkty |
| ------- | --------------------- | ------ |
| 1.      | Annemarie Moser-Pröll | 243    |
| 2.      | Hanni Wenzel          | 240    |
| 3.      | Irene Epple           | 189    |
| 4.      | Cindy Nelson          | 168    |
| 5.      | Marie-Therese Nadig   | 156    |
| 6.      | Fabienne Serrat       | 151    |
| 7.      | Regina Sackl          | 112    |
| 8.      | Christa Kinshofer     | 110    |
| 9.      | Perrine Pelen         | 100    |
| 10.     | Claudia Giordani      | 98     |

### Zjazd (po 7 z 7 konkurencji)
| Miejsce | Zawodniczka           | Punkty |
| ------- | --------------------- | ------ |
| 1.      | Annemarie Moser-Pröll | 125    |
| 2.      | Bernadette Zurbriggen | 90     |
| 3.      | Marie-Therese Nadig   | 89     |
| 4.      | Cindy Nelson          | 82     |
| 5.      | Irene Epple           | 81     |

### Slalom gigant (po 7 z 7 konkurencji)
| Miejsce | Zawodniczka         | Punkty |
| ------- | ------------------- | ------ |
| 1.      | Christa Kinshofer   | 125    |
| 2.      | Hanni Wenzel        | 112    |
| 3.      | Marie-Therese Nadig | 94     |
| 4.      | Irene Epple         | 90     |
| 5.      | Fabienne Serrat     | 67     |

### Slalom (po 8 z 8 konkurencji)
| Miejsce | Zawodniczka           | Punkty |
| ------- | --------------------- | ------ |
| 1.      | Regina Sackl          | 105    |
| 2.      | Annemarie Moser-Pröll | 87     |
| 3.      | Lea Sölkner           | 84     |
| 4.      | Perrine Pelen         | 82     |
| 5.      | Claudia Giordani      | 81     |
| 5.      | Hanni Wenzel          | 81     |

### Kombinacja (po 4 z 4 konkurencji)
| Miejsce | Zawodniczka           | Punkty |
| ------- | --------------------- | ------ |
| 1.      | Annemarie Moser-Pröll | 70     |
| 1.      | Hanni Wenzel          | 70     |
| 3.      | Cindy Nelson          | 57     |
| 4.      | Irene Epple           | 36     |
| 5.      | Fabienne Serrat       | 35     |

### Drużynowo
| Miejsce | Kraj              | Punkty |
| ------- | ----------------- | ------ |
| 1.      | Austria           | 810    |
| 2.      | RFN               | 649    |
| 3.      | Stany Zjednoczone | 604    |
| 4.      | Szwajcaria        | 517    |
| 5.      | Francja           | 416    |